# Хогг, Хелен
Хелен Сойер Хогг (англ. Helen Sawyer Hogg, урождённая Хелен Сойер; 1 августа 1905, Лоуэлл, Массачусетс — 28 января 1993, Ричмонд-Хилл, Онтарио) — американский и канадский астроном, популяризатор астрономии, компаньон ордена Канады.

## Биография
Хелен Сойер родилась 1 августа 1905 года в Лоуэлле, Массачусетс. В 1922 году она поступила в колледж Маунт-Хольок в Саут-Хадли, Массачусетс. В 1925 году Сойер поменяла специальность с химии на астрономию. В 1926 году она получила степень бакалавра. После окончания она начала работать в Гарвардской обсерватории с Харлоу Шепли и получила степень магистра в 1928 году. Сойер вышла замуж за Фрэнка Хогга в 1930 году и защитила диссертацию на следующий год. Хотя она выполняла работу в Гарвардском университете, он не смог выдать ей дипломы (так как в то время в Гарварде женщинам не выдавались дипломы по естественным наукам), поэтому и магистерскую и докторскую степень она защитила при колледже Рэдклифф.
Семья Хоггов переехала в Викторию, Британская Колумбия, когда Фрэнк получил работу в Доминьонской астрофизической обсерватории. Хелен не смогла найти работу вместе с мужем, она бесплатно была его ассистентом. Однако работа вместе дала возможность посещать обсерваторию ночью, так как Хелен была под ответственностью мужа. Когда родилась их дочь Салли, Хелен брала её с собой на ночные наблюдения на втором по размеру телескопе в мире. Во время работы в Виктории Хогг продолжила изучать переменные звёзды в шаровых звёздных скоплениях. В 1935 году Фрэнк принял позицию в Университете Торонто, а Хелен продолжила исследования, как ассистент в обсерватории Дэвида Данлопа. В 1936 году в семье родился мальчик Дэвид, а в 1937 году у них родился третий ребёнок — Джеймс. Хелен удалось получить оплачиваемое место исследователя. В 1939 году Хелен Хогг опубликовала первое издание «Каталога переменных звёзд в шаровых звёздных скоплениях».
Хогг исполняла обязанности председателя кафедры астрономии Маунт-Хольок с 1940 по 1941 год, затем она приняла должность преподавателя в университете Торонто. В 1946 году муж Хелен стал директором обсерватории Дэвида Данлопа, на этой должности он пробыл до своей смерти от сердечного приступа в 1951 году. Хелен стала доцентом в 1951 году, адъюнкт-профессором в 1955 году и профессором в 1957 году. С 1951 года Хелен Хогг писала для еженедельной колонки в «Торонто Стар» на протяжении 30 лет. Некоторые из материалов были опубликованы в её научно-популярной книге «The Stars Belong to Everyone: How to Enjoy Astronomy». В 1970 году она вела передачу об астрономии на телевидение Онтарио. В 1985 году Хелен Хогг вышла замуж за коллегу Ф. Присли, он скончался в 1988 году. Хогг умерла в 1993 году.

## Научная работа
Ранние работы Хелен Сойер Хогг были опубликованы во время её учёбы в Рэдклиффе в соавторстве с Харлоу Шепли, они были связаны с исследованием шаровых звёздных скоплений и переменных звёзд. Её основной работой было систематическое исследование 95 скоплений. В 1927—1929 годах Шепли и Сойер (до замужества) начали классификацию скоплений по степени концентрации звёзд. Скопления с наибольшей концентрацией были выделены в класс I и далее ранжировались по мере уменьшения концентрации до класса XII (иногда классы обозначаются арабскими цифрами: 1—12). Данная классификация получила название классификация шаровых скоплений Шепли-Сойер (анг. Shapley–Sawyer Concentration Class). За свою жизнь Хогг сделала 2000 фотографий скоплений, с помощью которых идентифицировала тысячи переменных звёзд и составила каталог, который включал в себя детальные данные о скоплениях, их анализ. Относительные характеристики переменных звёзд в звёздных скоплениях, распределения периодов и цветов переменных звёзд связаны со структурой и стадией эволюции скопления. Хогг нашла 2119 переменных звёзд в 108 скоплениях, более 90 % переменных звёзд принадлежали к типу RR Лиры.

## Признание
Как эксперт в переменных звёздах в шаровых звёздных скоплениях, Хелен Хогг внесла значительный вклад в понимание Вселенной. 2000 фотографий скоплений, информация о тысячи переменных звёзд и сформированные три каталога до сих пор используются астрономами. Хогг опубликовала более 200 научных работ. Она председательствовала в нескольких канадских научных и астрономических организациях, а также работала директором программы астрономии Американского национального научного фонда. Её работа заложила основы для дальнейших исследований Млечного Пути и получила международное признание.
Доктор Хелен Хогг известна как учёный, учитель, популяризатор астрономии. За свою карьеру она получила множество национальных и международных наград, стала членом Королевского общества Канады, компаньоном ордена Канады (1976 год), почётным доктором 6 институтов. В 1950 году она была представлена к премии Энни Кэннон Американским астрономическим сообществом. В 1983 году Хогг получила награду Доротеи Клюмпке-Робертс. В честь Хелен Хогг были названы астероид, телескоп и обсерватория в Оттаве. В 1985 году Канадское астрономическое общество и Королевское астрономическое общество Канады учредило приглашённую общественную лекцию имени Хелен Сойер Хогг. Она проводится ежегодно на встрече двух сообществ (например, в 1993 году её удостоилась Маргарет Геллер, в 2009 году Лоуренс Краусс, в 2012 году Джоселин Белл Бернелл).

## Публикации
- Helen Sawyer Hogg. The stars belong to everyone: how to enjoy astronomy. — Doubleday, 1976. — 274 p. — ISBN 0385123027.
- Helen Sawyer Hogg. A third catalogue of variable stars in globular clusters conprising 2119 entries. — Publication of the David Dunlap observatory university of Toronto, 1973. — 77 p.
- Hogg H. S. Harlow Shapley and Globular Clusters (англ.) // Publications of the Astronomical Society of the Pacific. — 1965. — Vol. 77, no. 458. — P. 336—346. — ISSN 0004-6280. — doi:10.1086/128229.
- C.M.Clement, A.Muzzin, Q.Dufton, T.Ponnampalam, J.Wang, J.Burford, A.Richardson, T.Rosebery, J.Rowe, H.Hogg. Variable stars in galactic globular clusters (англ.) // The American Astronomical Society. The Astronomical Journal. — 2011. — Vol. 122, no. 5.
- Helen Sawyer Hogg. Star Clusters (англ.) // Astrophysik IV: Sternsysteme / Astrophysics IV: Stellar Systems. — 1959. — Vol. 122, no. 5. — doi:10.1007/978-3-642-45932-0_4.